# STS-112
STS-112 var en flygning i USA:s rymdfärjeprogram. Flygningen genomfördes med rymdfärjan Atlantis. Den sköts upp från Pad 39B vid Kennedy Space Center i Florida den 7 oktober 2002. Efter nästan elva dagar i omloppsbana runt jorden återinträdde rymdfärjan i jordens atmosfär och landade vid Kennedy Space Center.
Flygningen gick till Internationella rymdstationen, ISS.
Flygningens mål var att leverera Truss S1 och installera den på Truss S0.

## Rymdpromenad
Under flygningens tre rymdpromenader monterades och installerades Truss S1.

### Statistik
| 1. | David A. Wolf Piers J. Sellers | 10 oktober 2002 15:21 UTC | 10 oktober 2002 22:22 UTC | 7 tim, 01 min |
| 2. | David A. Wolf Piers J. Sellers | 12 oktober 2002 14:31 UTC | 12 oktober 2002 20:35 UTC | 6 tim, 4 min  |
| 3. | David A. Wolf Piers J. Sellers | 14 oktober 2002 14:08 UTC | 14 oktober 2002 20:44 UTC | 6 tim, 36 min |

## Besättning
- Jeffrey Ashby (3), befälhavare
- Pamela Melroy (2), pilot
- David A. Wolf (3), uppdragsspecialist
- Piers J. Sellers (1), uppdragsspecialist
- Sandra H. Magnus (1), uppdragsspecialist
- Fjodor Jurtjichin (1), uppdragsspecialist

## Väckningar
Under Geminiprogrammet började NASA spela musik för besättningar och sedan Apollo 15 har man varje "morgon" väckt besättningen med ett musikstycke, särskilt utvalt antingen för en enskild astronaut eller för de förhållanden som råder.
| Dag | Låt                                                                 | Artist/Kompositör                                   | Spelad för        | Länk |
| --- | ------------------------------------------------------------------- | --------------------------------------------------- | ----------------- | ---- |
| 2   | “Venus and Mars”                                                    | Paul McCartney and Wings                            | David Wolf        | wav  |
| 3   | “The Best”                                                          | Tina Turner                                         | Jeffrey Ashby     | wav  |
| 4   | tema från "The Monkees", "Rocket Man", "Space Oddity", "I am Woman" | The Monkees, Elton John, David Bowie, Helen Reddy   | Sandra Magnus     | wav  |
| 5   | “Oh Thou Tupelo”                                                    | Wellesley College Choir                             | Pamela Melroy     | wav  |
| 6   | “Push It”                                                           | Garbage                                             | Piers Sellers     | wav  |
| 7   | “Marsj aviatorov”                                                   | Ryska luft- och rymdförsvarsstridskrafternas marsch | Fjodor Jurtjichin | wav  |
| 8   | “You Gave Me the Answer”                                            | Paul McCartney and Wings                            | David Wolf        | wav  |
| 9   | “Only an Ocean Away”                                                | Sarah Brightman                                     | Sandra Magnus     | wav  |
| 10  | “Prime Time"                                                        | The Alan Parsons Project                            | Pamela Melroy     | wav  |
| 11  | “These Are Days”                                                    | 10,000 Maniacs                                      | Piers Sellers     | wav  |
| 12  | “Someday Soon”                                                      | Suzy Bogguss                                        | Jeffrey Ashby     | wav  |

## Galleri

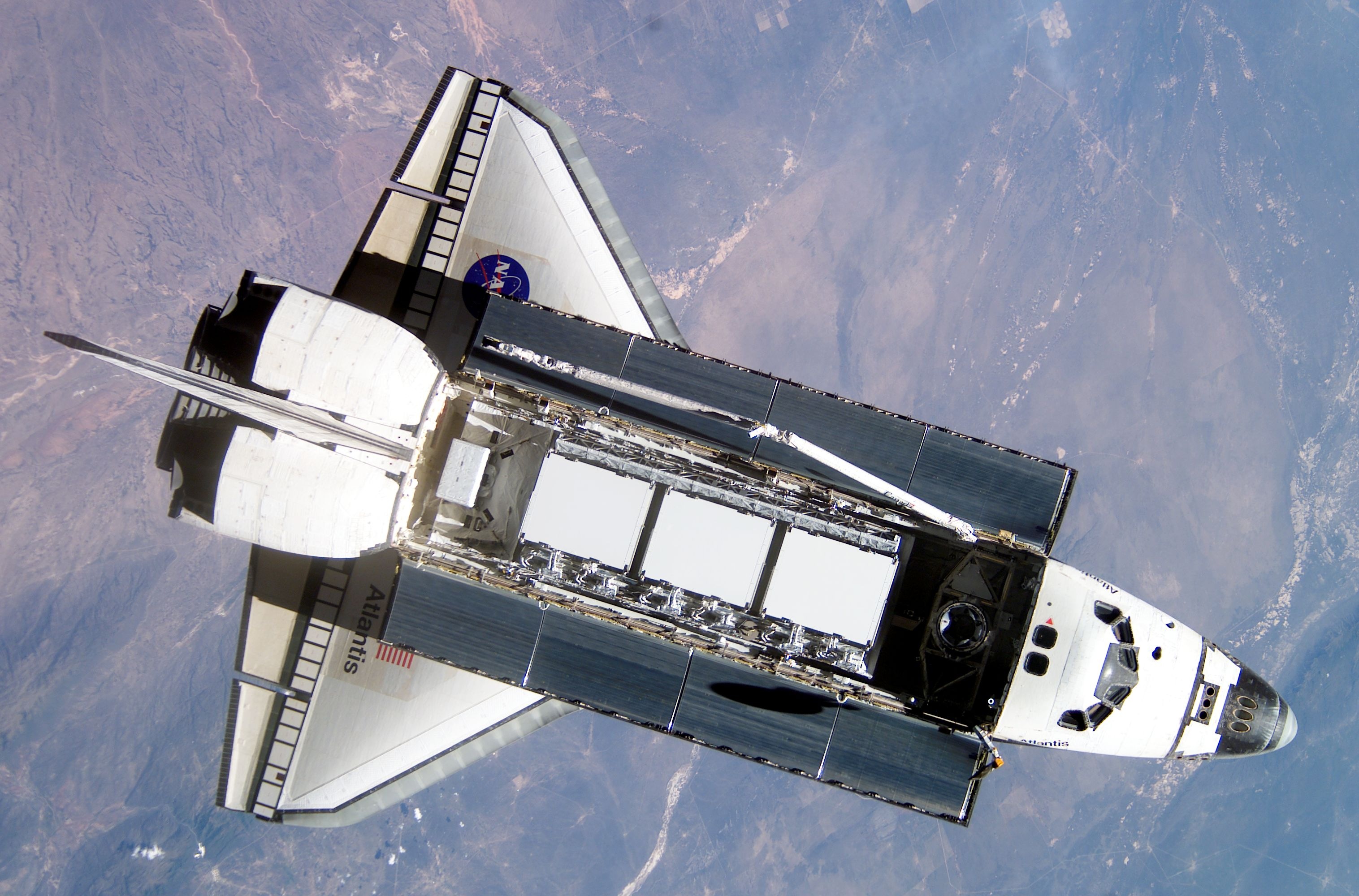
Atlantis med Integrated Truss Structure
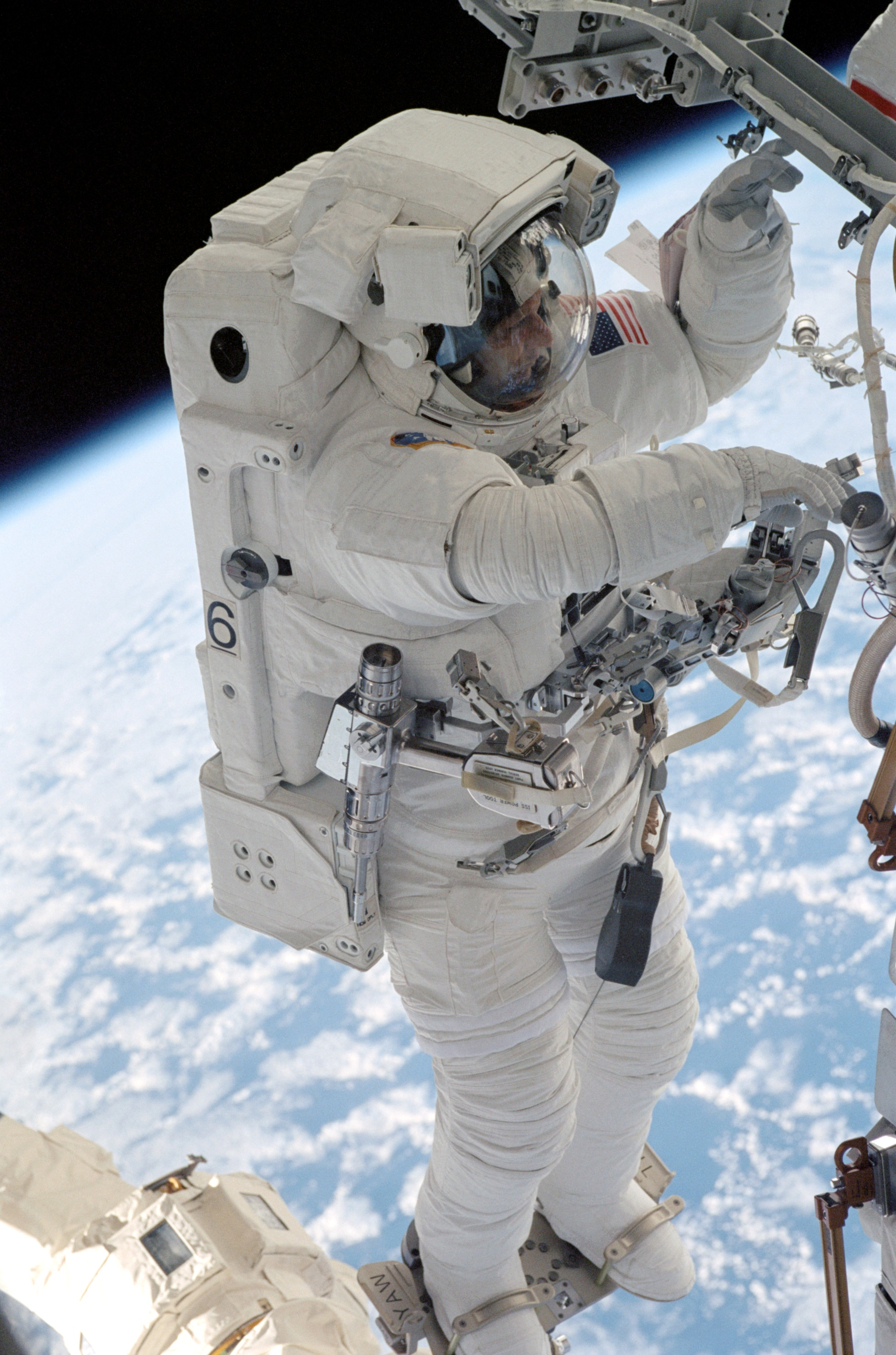
Astronaut Piers J. Sellers på den andra av tre rymdvandringar under STS-112